# جانی کین
جاناتان ارنست کین  (زاده ۱۴ مه ۱۹۷۳) یک راننده مسابقات اتومبیل‌رانی بریتانیایی است که در سطوح مختلف ورزش‌های موتوری شرکت کرده است. او سابقه حضور در مسابقات ۲۴ ساعته لمانز را در کارنامه خود دارد.